# Археологічний музей (Переяслав)

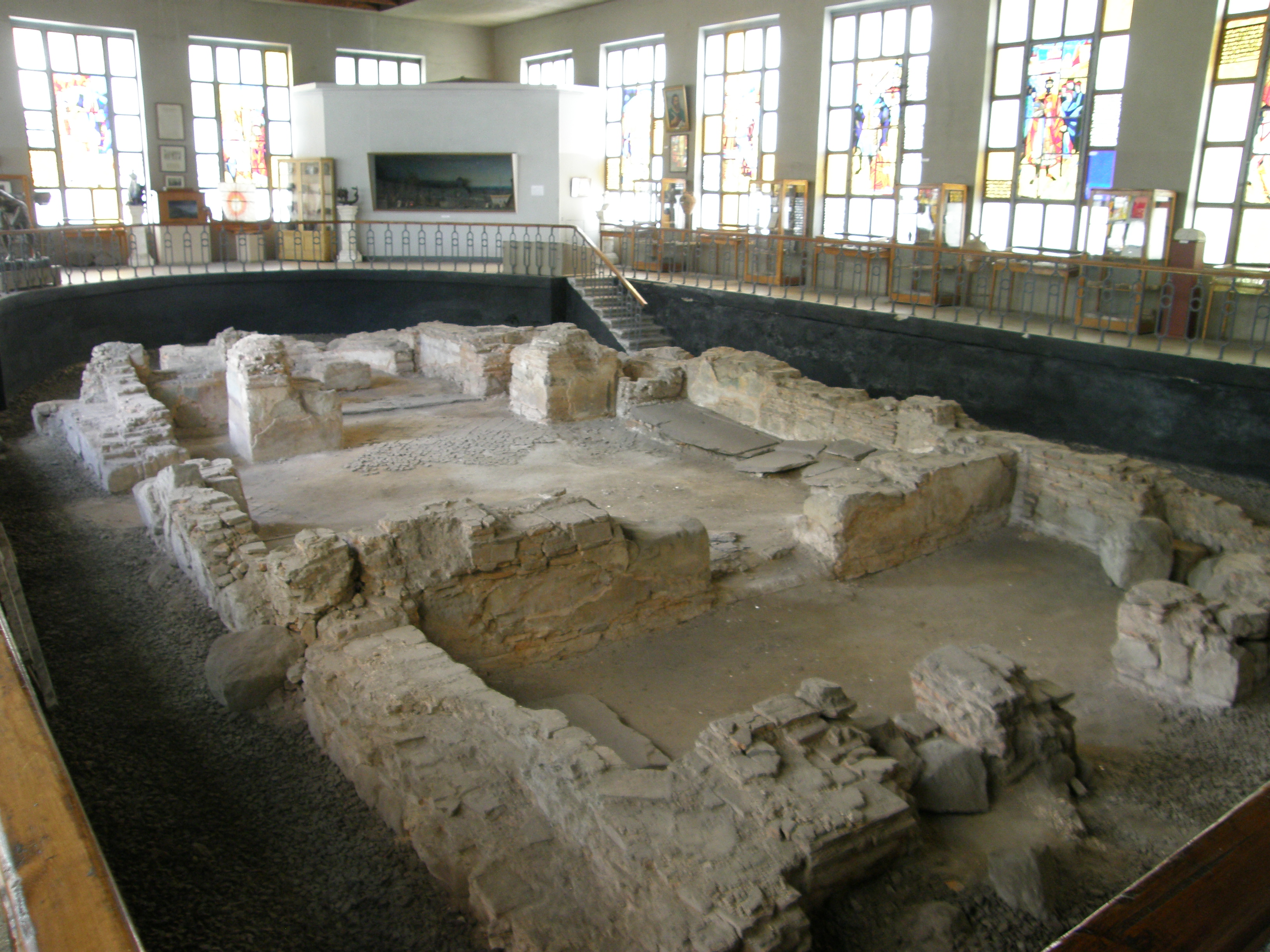
Залишки церкви ХІ ст

Археологічний музей Національного історико-етнографічного заповідника «Переяслав» — музей, що показує матеріальну та духовну культуру племен та народів, що заселяли територію Переяславщини від пізнього палеоліту до давньоруського часу включно. Найбільшим в експозиції є розділ, присвячений давньоруському літописному місту Переяславлю.

## Приміщення
Археологічний музей Національного історико-етнографічного заповідника «Переяслав» знаходиться в павільйоні, спорудженому в 1955—1957 рр. над залишками
унікальної археологічної пам'ятки — церкви XI ст. У вітчизняній музейній практиці це перший досвід збереження на місці розкопок та експонування архітектурно-археологічної пам'ятки. З 1957 р. у павільйоні відкрита археологічна експозиція. Приміщення оформлено кольоровими вітражами за сюжетами переяславської історії, доповнені уривками з літописів.
Археологічні залишки церкви-усипальні (Спаської) були розкопані у 1953 р. експедицією під керівництвом М. К. Каргера. Відкрита пам'ятка являє собою невеликий (15,3 х 8,1 м) одноапсидний двухстовпний храм XI ст. Від нього залишилися фундаменти та нижні частини стін, вцілілі на висоту до 1 м, стовпи, що підтримували склепіння, збережені на 1,5 м. Окремими ділянками збереглася підлога, що складалася з полив'яних керамічних плиток жовтого та зеленого кольорів. На деяких площинах внутрішньої поверхні стін та стовпів присутній настінний фресковий розпис. Стіни церкви складені в характерній для пам'яток XI ст. техніці змішаної кладки («opus mixtum»), за якою ряди цегли-плінфи чергуються з рядами каменю-пісковику на розчині вапна з домішкою товченої цегли — «цем'янки». В апсиді (вівтар) розкритий невеликий престол з плінфи.
Храм знаходився на території посаду («окольного граду») Переяслава, певно, стояв на боярському дворі або на подвір'ї одного з літописних переяславських монастирів, і слугував усипальнею для представників знаті та духовенства. Під стінами, всередині церкви, досліджено 10 поховань, що знаходились в цегляних та шиферних саркофагах. Храм був зруйнований в 1239 році під час монгольської навали.

## Експозиція
В основу експозиції покладені матеріали археологічних досліджень на Переяславщині та на території давнього Переяслава, які проводились починаючи з 1950-х
років. Представлені матеріали найдавніших пам'яток нашого регіону, зокрема, Добраничівської пізньопалеолітичної стоянки XV-XII тис. до н. е., стоянок мезоліту та неоліту.
До неолітичної епохи відноситься перший керамічний посуд в експозиції музею V-IV тис. до н. е. Епоха енеоліту-бронзи III-ІІ тис. до н. е. репрезентована різноманітними знахідками кераміки та знарядь праці з каменю, кістки та металу, що походять з поселень та курганних поховань щонайменше шести археологічних культур, поширених на Переяславському Лівобережжі. Ефектні матеріали представляють в експозиції переломну в розвитку давніх суспільств добу раннього заліза, або скіфський час, датований VII-IV ст. до н. е. — оригінальний керамічний ліпний посуд, античні амфори, металева зброя та військові обладунки з Трахтемирівського скіфського городища, поселень та курганів Лівобережжя Дніпра.
Кераміка, залізні знаряддя, металеві та скляні прикраси знайомлять відвідувачів з давньослов'янськими племенами зарубинецької та київської культур, в тому числі з епонімної пам'ятки в с. Зарубинці на Переяславщині, відкритої В. В. Хвойкою в 1899 р. Численні та яскраві знахідки належать черняхівській археологічній культурі (III-V ст.). Найповніше в експозиції представлені ґрунтові могильники черняхівців, в різний час досліджені археологами на Переяславщині — Переяславський (1952, 1954 рр.) та Соснівський (1978—1986 рр.) могильники.
Значну частину експозиції наповнюють керамічний посуд, будівельні матеріали, залізні знаряддя та зброя, металеві та скляні прикраси, унікальне церковне начиння (хорос, свічник, акваманіл). Хронологічно експозицію доведено до XIII ст., коли 1239 р. місто було зруйноване монгольською ордою.
У музеї також діє постійна виставка, на якій представлені археологічні знахідки у Переяславі козацького та модерного часу.

## Окремі експонати

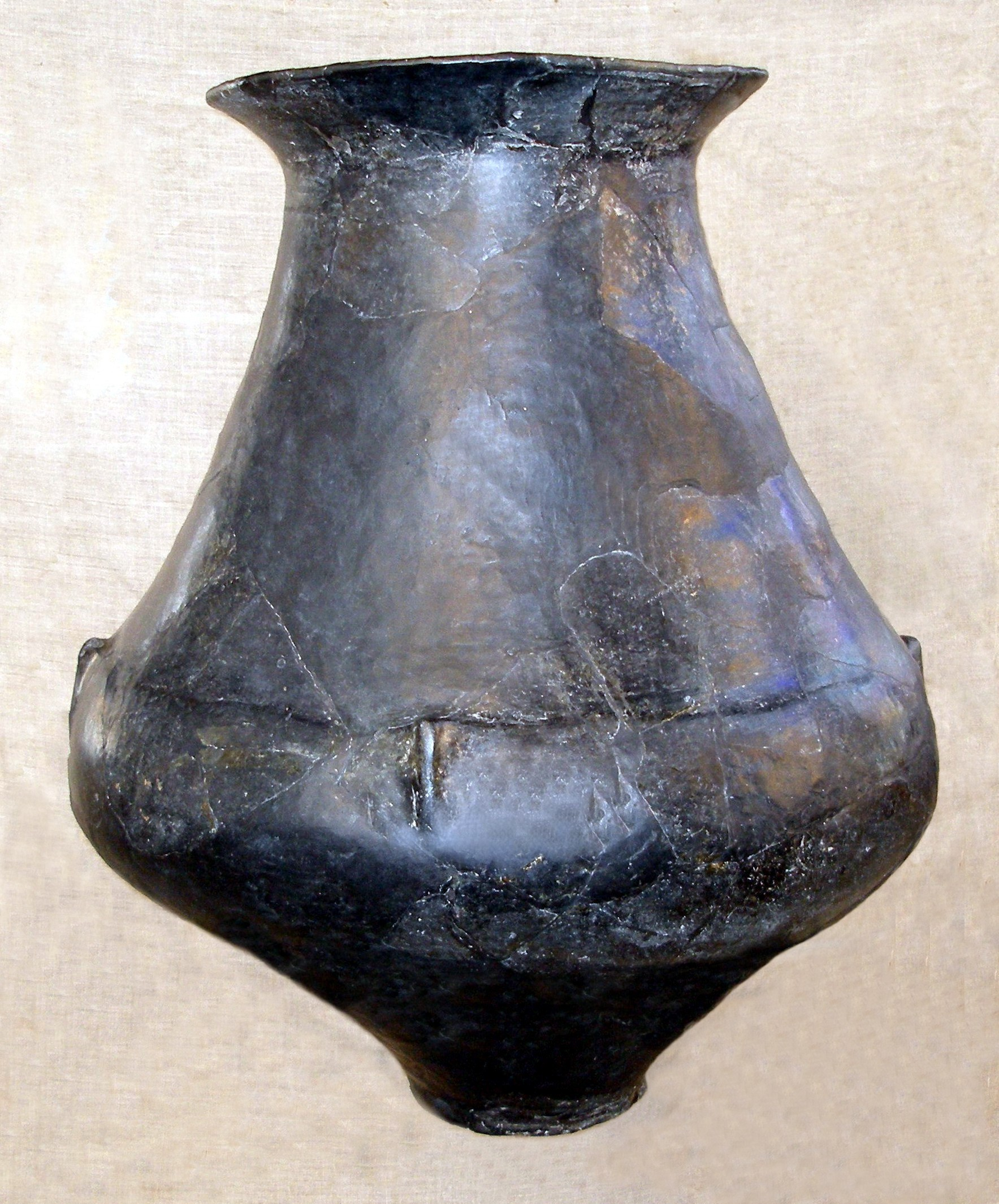
Зерновик V ст. до н. е. З трахтемирівського скіфського городища
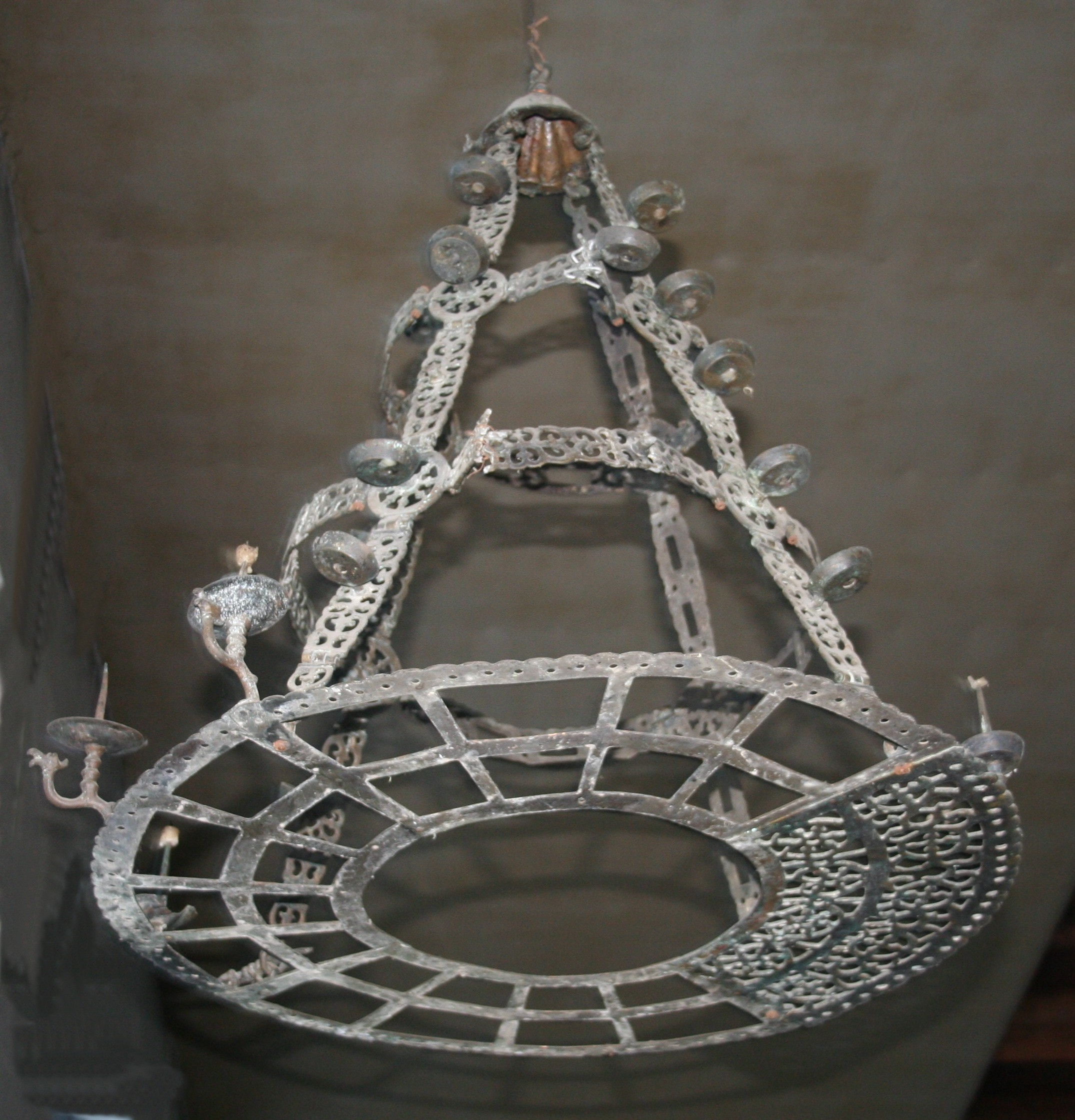
Хорос XII ст. Бронза
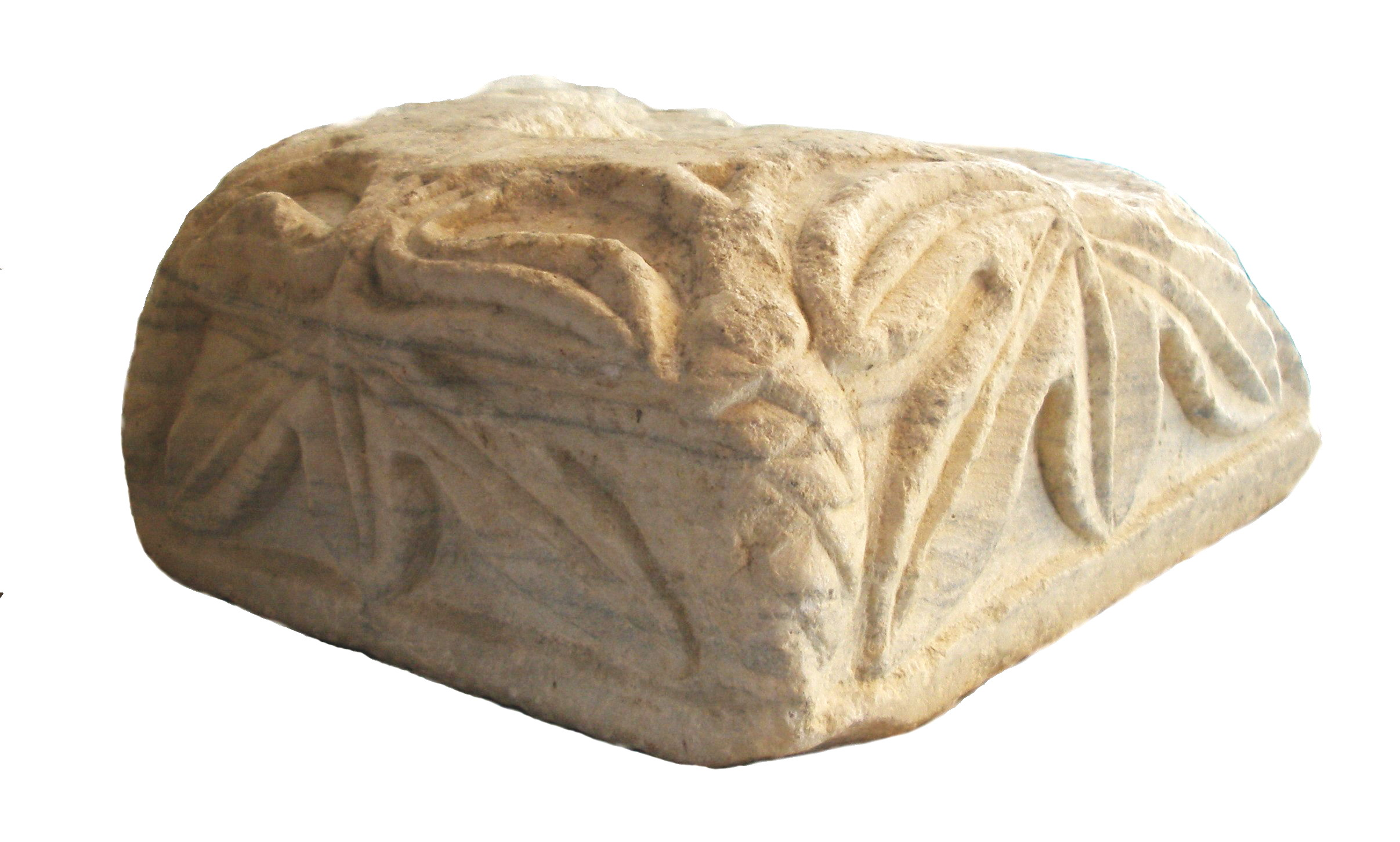
Капітель XI ст. Мармур
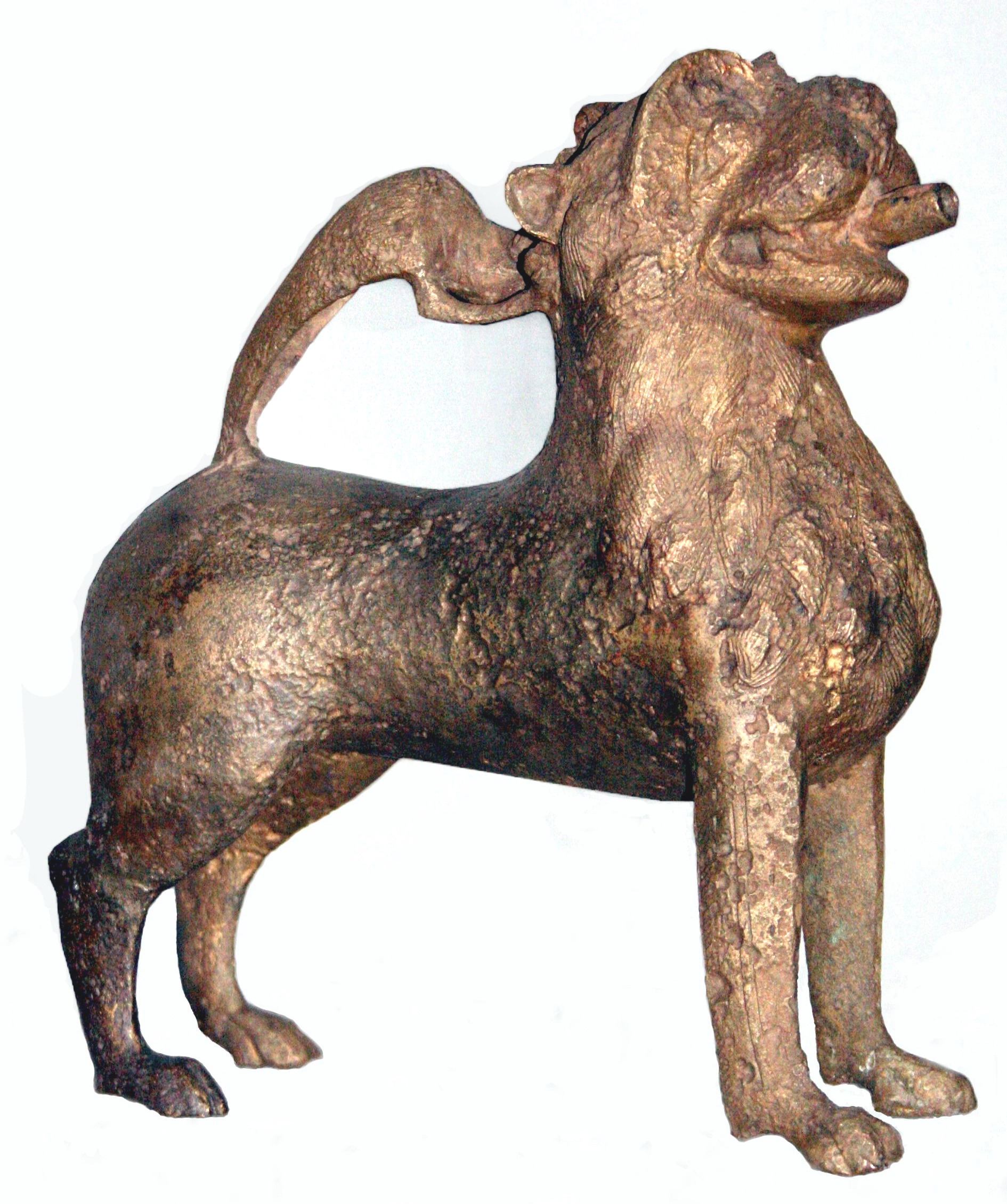
Акваманіл (водолій) XIII ст. Бронза
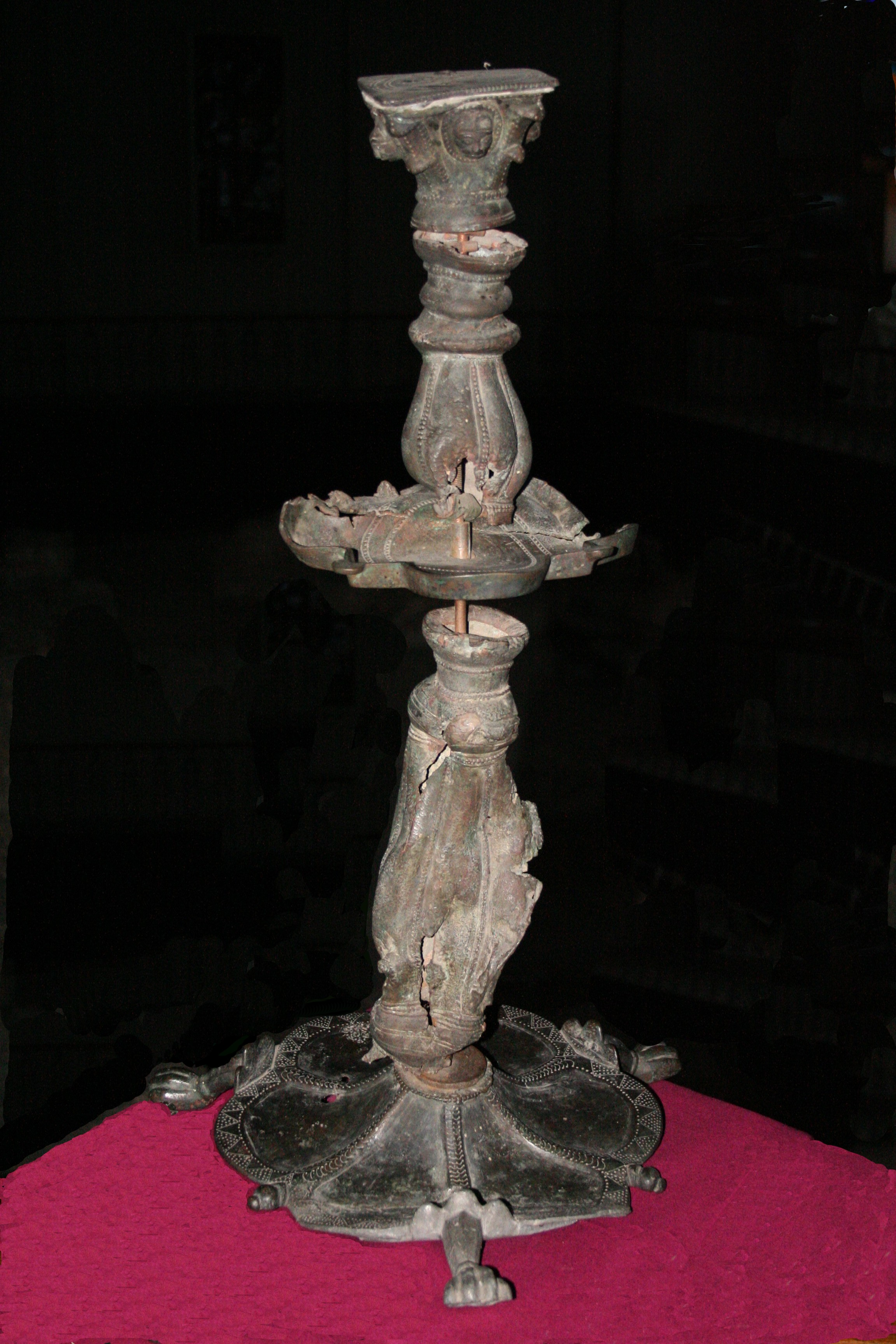
Свічник XII ст. Бронза